# Costantino Lascaris
Costantino Lascaris (in greco medievale: Κωνσταντῖνος Λάσκαρις; Costantinopoli, 1434 – Messina, 15 agosto 1501) è stato un filologo e umanista bizantino. È ricordato come uno dei promotori della rinascita dello studio della lingua greca antica in Italia.

## Biografia
Costantino Lascaris era discendente di una famiglia nobile della Bitinia, i Lascaris, che aveva dato i natali a quattro imperatori di Nicea durante il XIII secolo.
Allievo di Giovanni Argiropulo, uno dei più noti eruditi del Rinascimento, dopo la caduta di Costantinopoli ed un periodo di prigionia, decise di recarsi a Milano, probabilmente in cerca di suoi lontani parenti presenti nell'Italia settentrionale. Intorno al 1460 iniziò così ad insegnare lingua greca presso la corte di Francesco Sforza, che lo assunse quale precettore di sua figlia Ippolita. 
Nel 1465, in seguito al matrimonio tra Ippolita Sforza e il duca di Calabria Alfonso d'Aragona (divenuto nel 1494 re di Napoli col nome di Alfonso II di Napoli), il Lascaris accettò l'invito ad insegnare lingua greca a Napoli, presso la corte di re Ferdinando I. Dopo pochi mesi nella capitale partenopea, tuttavia, decise di abbandonare definitivamente l'Italia per tornare in Grecia. Giunto per mare a Messina nella seconda metà del 1466, ebbe qui modo di conoscere il senatore messinese Luigi Saccano, che lo convinse a desistere dal suo intento e ad accettare un incarico di insegnante di lingua greca presso il monastero basiliano del SS. Salvatore, dove avrebbe potuto sostituire l'ormai infermo Andronico Galiscoto. A Messina, non senza difficoltà, poté così fondare una piccola ma apprezzata scuola - affine, sotto molti aspetti, alle più rinomate accademie neoplatoniche del nord d'Italia -, che ebbe come studenti l'umanista veneziano Pietro Bembo, il letterato Cola Bruno ed il padre del matematico Francesco Maurolico Antonio Maurolico. Tra gli allievi del Lascaris, sin dagli anni milanesi, è da ricordare anche il filologo piacentino Giorgio Valla, che intrattenne col maestro un lungo rapporto epistolare.
Il nome del Lascaris è oggi soprattutto ricordato per la grammatica greca da lui scritta, intitolata Erotémata, stampata nel 1476 a Milano dal tipografo Dionigi Parravicino e dall'amanuense Demetrio Damilas e dedicata al cancelliere ducale Cicco Simonetta. Quest'opera, menzionata anche da Tommaso Moro nell'Utopia, fu il primo libro interamente in lingua e caratteri greci stampato in Europa. Fu in seguito ristampata da Aldo Manuzio nel 1495, con 150 aggiunte e correzioni che il Lascaris aveva affidato a Pietro Bembo per la nuova edizione. 
Alla morte del Lascaris, la sua ricca biblioteca di oltre 76 volumi passò dapprima alla Cattedrale di Messina per essere infine trasferita in Spagna: essa è attualmente conservata presso la Biblioteca Nacional de España.